# Arandon
Arandon – miejscowość i dawna gmina we Francji, w regionie Owernia-Rodan-Alpy, w departamencie Isère. W 2013 roku populacja gminy wynosiła 606 mieszkańców. 
W dniu 1 stycznia 2017 roku z połączenia dwóch ówczesnych gmin – Arandon oraz Passins – utworzono nową gminę Arandon-Passins. Siedzibą gminy została miejscowość Passins. 